# Ојлер D.II
Ојлер D.II је немачки ловачки авион који је производила фирма Ојлер. Први лет авиона је извршен 1917. године. 

Највећа брзина у хоризонталном лету је износила 145 km/h. Размах крила је био 7,47 метара а дужина 5,94 метара. Маса празног авиона је износила 380 килограма а нормална полетна маса 615 килограма. Био је наоружан са једним предњим митраљезом калибра 7,92 милиметара.

## Наоружање
| Наоружање авиона: Ојлер        |      |
| Ватрено (стрељачко) наоружање  |      |
| Топ                            |      |
| Митраљез                       |      |
| Број и ознака митраљеза        | 1    |
| Калибар                        | 7,92 |
| Бомбардерско наоружање (бомбе) |      |
| Ракетно наоружање (ракете)     |      |